# Envy (japansk musikgrupp)
Envy  är ett av de främsta hardcore-/screamobanden från Japan. De har en stor fanskara utanför sitt hemland, och de har skivkontrakt med Rock Action Records i Europa och Temporary Residence Limited i Nordamerika. Till en början samarbetade de även med Level Plane Records. På senare tid har deras musik börjat influeras av post-rock.

## Medlemmar
- Tetsuya Fukagawa (sång/sequencer)
- Nobukata Kawai   (gitarr)
- Masahiro Tobita (gitarr)
- Manabu Nakagawa (bas)
- Dairoku Seki (trummor)

## Diskografi

### Album
- Breathing And Dying In This Place CD (H.G. Fact)   (1996)
- From Here To Eternity   LP/CD (H.G. Fact) (1998)
- All the Footprints You've Ever Left and the Fear Expecting Ahead LP/CD (H.G. Fact/Molaire Industries/Dim Mak/Rock Action)  (2001)
- A Dead Sinking Story   CD/2xLP (Sonzai/Level Plane/Nova Recordings/Rock Action) (2003)
- Compiled Fragments 1997-2003   CD (Sonzai/Temporary Residence Limited)   (2005)
- Insomniac Doze LP/CD (Sonzai) (2006)

### EP
- Angel's Curse Whispered In The Edge Of Despair LP/CD (H.G. Fact) (1999)
- The Eyes Of Single Eared Prophet CD (H.G. Fact)   (2000)
- Burning Out Memories 10" (Molaire Industries) (2000)
- Abyssal  LP/CD (Sonzai) (2007)

### Splittar
- Split 7" med Sixpence (H.G. Fact) (1997)
- Split 7" med Endeavor (H.G. Fact) (1997)
- Split 7" med This Machine Kills (H.G.  Fact) (2000)
- Split CD med Iscariote (Waiting for an Angel/Sonzai/Level Plane;  10" släppt av Pure Pain Sugar/Code Of Ethics) (2002)
- Split CD med Yaphet Kotto  och This Machine Kills (Sonzai) (2003)
- "Envy / Jesu"   LP/CD (Daymare Recordings) (2008)
- "Thursday /   Envy" LP/CD (Temporary Residence Limited)   (2008)

### DVD
- Transfovista   DVD (Sonzai) (2007)

### 7"
- Eyes Of Final Proof (H.G. Fact) (2000)
- Last Wish (H.G. Fact) (2001)

### Samlingar
- Far East Hardcore Comp LP/CD (Got's Pop/Slam Records)
- Platform Comp 7" (Never Shown Face)
- No Fate Comp CD (H.G. Fact)
- For Ugly For Beautiful Vol. 3 Comp CD (Lunch Service Records)
- Lucky Thirteen Comp LP   (Nova Recordings)
- Compiled Fragments 1997-2003   CD (Sonzai/Temporary Residence Limited)   (2005)
- Destroy Independent Music! (2006-2007, Temporary Residence Limited)

## Andra framträdanden
Sångaren Tetsuya Fukagawa var med på låten "I Chose Horses" från albumet Mr Beast av det skotska postrockbandet Mogwai, ägarna av Rock Action Records.

## Artikelursprung
Den här artikeln är helt eller delvis baserad på material från engelskspråkiga Wikipedia, tidigare version.